# Menodora
Menodora es un género con 50 especies de plantas de flores perteneciente a la familia Oleaceae. Se encuentran en las regiones templadas de América y el sur de África. Son especies propias de desiertos, herbazales áridos y sabanas.
Tienen flores hermafroditas con los sépalos unidos en forma de copa con  5-10 lóbulos, mientras que la corola, también unida, tiene  4-6 lóbulos. La corola tiene un color amarillo brillante ( excepto M. spinescens, que lo tiene de color blanco). El fruto es una cápsula globosa que contiene 2-4 semillas. En épocas de sequías pierde sus pequeñas hojas o las reducen al mínimo. Las hojas varían desde las pequeñas y lineares a casi coriáceas y pinnadas, comúnmente son pareadas pero en algunas especies predominan las alternas.

## Especies seleccionadas
- Menodora africana
- Menodora chlorargantha
- Menodora coulteri
- Menodora decemfida
- Menodora gypsophila
- Menodora hassleriana
- Menodora heterophylla
- Menodora hintoniorum
- Menodora hispida
- Menodora integrifolia
- Menodora intricata
- Menodora jaliscana
- Menodora juncea
- Menodora laevis
- Menodora linoides

## Sinonimia
- Bolivaria Cham. et Schltdl.
- Calyptrospermum A.Dietr.
- Menodoropsis A.Gray[1]